# Clupeosoma protopennis
Clupeosoma protopennis là một loài bướm đêm trong họ Crambidae.